# Charles de Blanchefort
Charles I de Créquy, príncipe de Poix y duque de Lesdiguières (1578-1638) fue un destacado noble y soldado francés de la primera mitad del siglo XVII.

## Vida

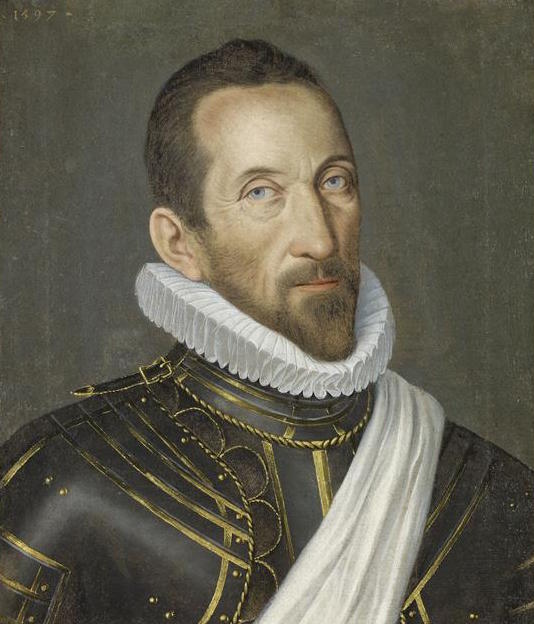
François de Bonne, primer duque de Lesdiguières (1543-1626), suegro de Créqui

Charles de Créquy fue el único hijo de Antoine de Blanchefort (ca. 1545-1575) y Chrétienne d'Aguerre (1556-1611), dama de compañía (dame d'honneur) de Luisa de Lorena.
La familia de Créquy estaba distribuida por todo el norte de Francia, con ramas en Fressin, Bernieulles, Auffay y Heilly. Se originaron en Créquy, en Artois, que formaba parte de los Países Bajos españoles hasta que Francia los anexó en 1659. El padre de Créqui, Antoine de Blanchefort, heredó sus títulos y tierras de su tío, otro Antoine (1531-1574), obispo católico de Amiens y consejero de Carlos IX.
Estos antecedentes son significativos para comprender su importancia; católicos leales de una provincia fronteriza en disputa, en un período en el que Francia estaba dividida por las Guerras de Religión y amenazada por el Imperio español, entonces potencia dominante en Europa. Charles posteriormente se casó con una integrante de la familia Lesdiguières, hugonotes del Delfinado, que entonces era otra provincia fronteriza.
En 1595, Créqui se casó con Madeleine de Bonne (1576-1621), hija de François de Bonne, duque de Lesdiguières (1543-1626). Juntos tuvieron cuatro hijos: Françoise (1596-1656), Charles (1598-1630), François (1600-1677) y Madeleine (1609-1676). Tras la muerte de su primera esposa en 1621, Créqui se casó con su hermanastra Françoise de Bonne (1604-1647), lo que le aseguró la sucesión como duque de Lesdiguières tras el fallecimiento de su suegro en 1626.

## Carrera
Durante la segunda mitad del siglo XVI, Francia se vio dividida por las Guerras de Religión (1562-1598); en 1593, el líder hugonote Enrique de Navarra se convirtió al catolicismo y fue coronado Enrique IV de Francia al año siguiente. El Edicto de Nantes de 1598 puso fin a esta fase de la guerra civil. Créqui participó por primera vez como voluntario en la reconquista de Laon por Enrique en agosto de 1594.
La prolongada contienda con los Habsburgo españoles y austríacos condujo a la participación francesa en la Guerra de los Ochenta Años (1568-1648) y a enfrentamientos secundarios en la Guerra de los Treinta Años (1618-1648). Durante la Guerra de Sucesión de Mantua, de 1627-1630, el hijo mayor de Créqui y homónimo murió en 1630 en Chambéry, la capital de Saboya, y él mismo fue asesinado en 1638 en Breme, en Lombardía.

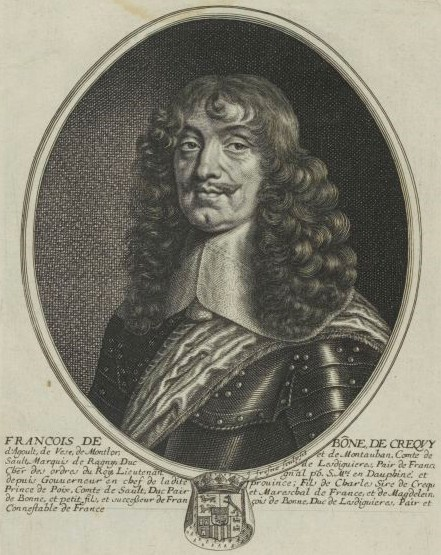
El hijo menor de Charles, François de Bonne de Créqui, que lo sucedió como duque de Lesdiguières y gobernador del Delfinado

Créqui sirvió a las órdenes de su suegro, el duque de Lesdiguières, en la Guerra Franco-Saboyana (1600-1601) y fue nombrado coronel de las Guardias Francesas en 1605. Cuando Enrique IV fue asesinado en 1610, su hijo Luis XIII tenía solo nueve años y su madre, María de Médici, se convirtió en regente. Su preocupación por tener al protestante Lesdiguières como gobernador del Delfinado llevó a su sustitución en 1612 por Charles.
Francia se vio involucrada regularmente en disputas italianas debido a su proximidad al Ducado de Saboya, que entonces incluía los territorios franceses modernos de Villefranche y el Condado de Saboya. Además, el control del norte de Italia permitió a los Habsburgo amenazar las provincias francesas de Languedoc y el Delfinado, así como controlar las rutas de abastecimiento a través de los pasos alpinos.
La captura de la fortaleza hugonota de La Rochelle en 1628 liberó a las fuerzas francesas para el socorro de Casale Monferrato, entonces asediada por un ejército de los Habsburgo durante la Guerra de Sucesión de Mantua. En marzo de 1629, los franceses asaltaron las barricadas que bloqueaban el Paso de Suza y levantaron el asedio de Casale. Tras acordar el Tratado de Suza con Saboya en abril, los franceses evacuaron la zona, dejando una guarnición en la fortaleza estratégica de Pinerolo.
Créqui murió el 17 de marzo de 1638 mientras realizaba un reconocimiento de la fortaleza asediada durante el Asedio de Brema (1638).

## Legado
Algunas de sus cartas se conservan en la Biblioteca Nacional de París, y un libro sobre su vida fue escrito por el autor e historiador Nicolas Chorier en Grenoble en 1683.